# سن-ژوست-لو-مارتل
سن-ژوست-لو-مارتل (به فرانسوی: Saint-Just-le-Martel) یکی از شهرهای بخش اوت-وین در ناحیهٔ لیموزین واقع در غرب مرکزی فرانسه است.